# Wether Law (Pentland Hills)
Der Wether Law ist ein Hügel in den Pentland Hills. Die 519 m hohe Erhebung liegt im Zentrum der rund 25 km langen Hügelkette an der Nordgrenze der schottischen Council Area Scottish Borders. Die nächstgelegene Siedlung ist der Weiler Carlops rund drei Kilometer südöstlich. West Linton befindet sich fünf Kilometer südlich und Penicuik zehn Kilometer nordöstlich. Zu den umgebenden Hügeln zählen der Grain Heads im Südosten, der West Cairn Hill im Westen, der East Cairn Hill im Nordwesten sowie der Cock Rig im Nordosten.

## Umgebung
Der Hügel ist zwischen zwei Stauseen gelegen, dem North Esk Reservoir im Osten und dem Baddinsgill Reservoir im Süden. Ein an den Hängen zwischen Grain Heads und Wether Law entspringender Bach mündet in das North Esk Reservoir ein, während ein Bach  an der Südwestflanke das Baddinsgill Reservoir speist. Der an der Nordflanke entspringenden Henshaw Burn mündet oberhalb des Stausees in den North Esk.

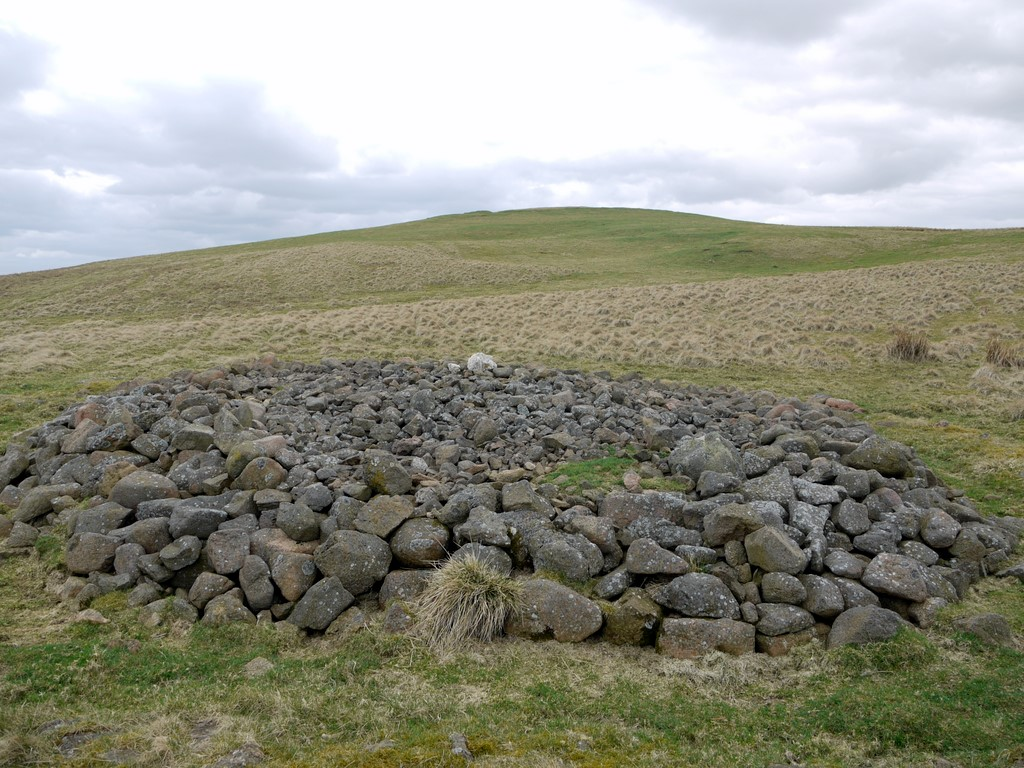
Grab der Bronzezeit nordöstlich des Wether Law Hill